# Monoestearato de glicerila

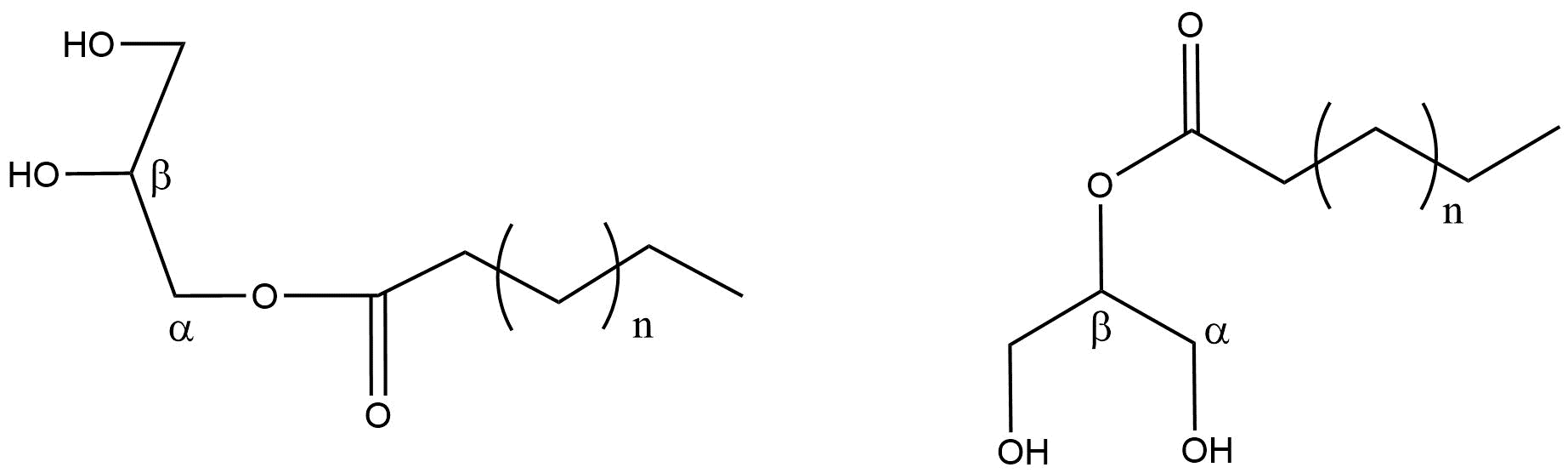
Dependendo da reação entre ácido esteárico com a hidroxila (grupo –OH) da glicerina, o MEG pode ser chamado de alfa ou beta. À esquerda, o α-MEG, à direita o β-MEG.

O monoestearato de glicerila (MEG) ou monoestearina é uma gordura natural modificada que produz ações emulsionantes e emolientes. Esse monoesterato é largamente utilizado na indústria cosmética, no preparo de ceras, gorduras, óleos industriais e alimentícios. Quimicamente, é um monoéster do ácido octadenoico do 1,2,3-propanotriol. É classificado como um surfactante não-iônico, pois é um tensoativo que não fornece íons quando em solução aquosa, dessa forma sua afinidade a água é devido a alguns grupamentos hidrofílicos.